# Henley Business School
Die Henley Business School at the University of Reading ist eine dreifach akkreditierte Business School mit Standorten im englischen Hambledon (Buckinghamshire) nahe Henley-on-Thames (Oxfordshire) und Reading (Berkshire). Bis zur Fusion mit der University of Reading im Jahr 2008 war die Business School eine eigenständige Stiftung mit dem Namen Henley Management College und einem Stiftungsvermögen von 4,771 Mio. GBP (2006).
Sie hat eine große Anzahl Dépendancen in der ganzen Welt unter gleichen Namen. Am bekanntesten ist die School of Management der Henley Business School für ihr MBA-Programm. So begründeten 1989/90 Rainer Marr und die Gesellschaft zur Förderung der Weiterbildung an der Universität der Bundeswehr München e.V. ein MBA-Studium im Fernprogramm, das erste dieser Art in Deutschland.
Sie bietet auch Doctor of Business Administration (DBA), Doctor of Philosophy (Ph.D) und Master of Philosophy (M.Phil.) Programme an. Die Business School ist AACSB-, EQUIS- und AMBA-akkreditiert und trägt somit die sogenannte „Triple Crown“. Die Henley Management College zählte 2006 ca. 29.000 (lebende) Alumni.
Im jährlichen Ranking der 50 besten europäischen Business Schools der Financial Times erreichte die Henley Business School 2015 den 35. Platz.

## Forschungszentren
Ein wichtiges Zentrum der Lehre und Forschung zur globalen Ökonomie ist das nach John H. Dunning benannte John H Dunning Centre for International Business.